# ロンドン地下鉄路線図
ロンドン地下鉄路線図（ロンドンちかてつ ろせんず、London Underground Map or the TFL Services Map）またはチューブ・マップ（英語：tube map）は、ロンドン地下鉄（通称：チューブ）の路線、駅、ゾーンを描いた図式的配置ダイアグラム（路線図）である。
図式的配置ダイアグラムであるため、地理的な正確性ではなく、路線上の駅の相対的な位置、駅同士の接続関係、および料金ゾーンの範囲が示されている。その設計思想、特に地理的正確性よりもトポロジー（位相幾何学）に基づいた考え方は、世界中のネットワーク地図で幅広く採用されている。

## 歴史

### 初期の路線図

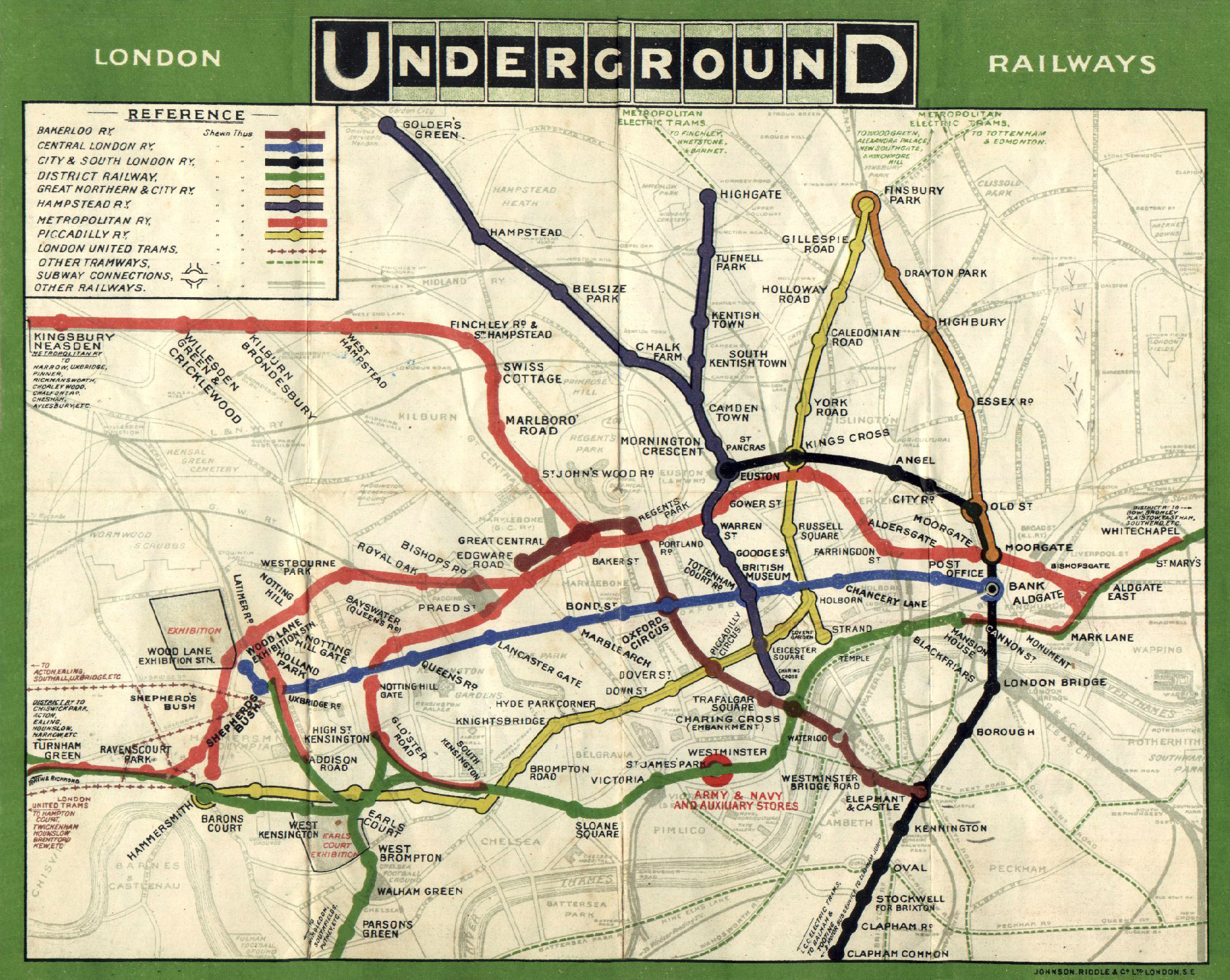
1908年当時の地下鉄路線図

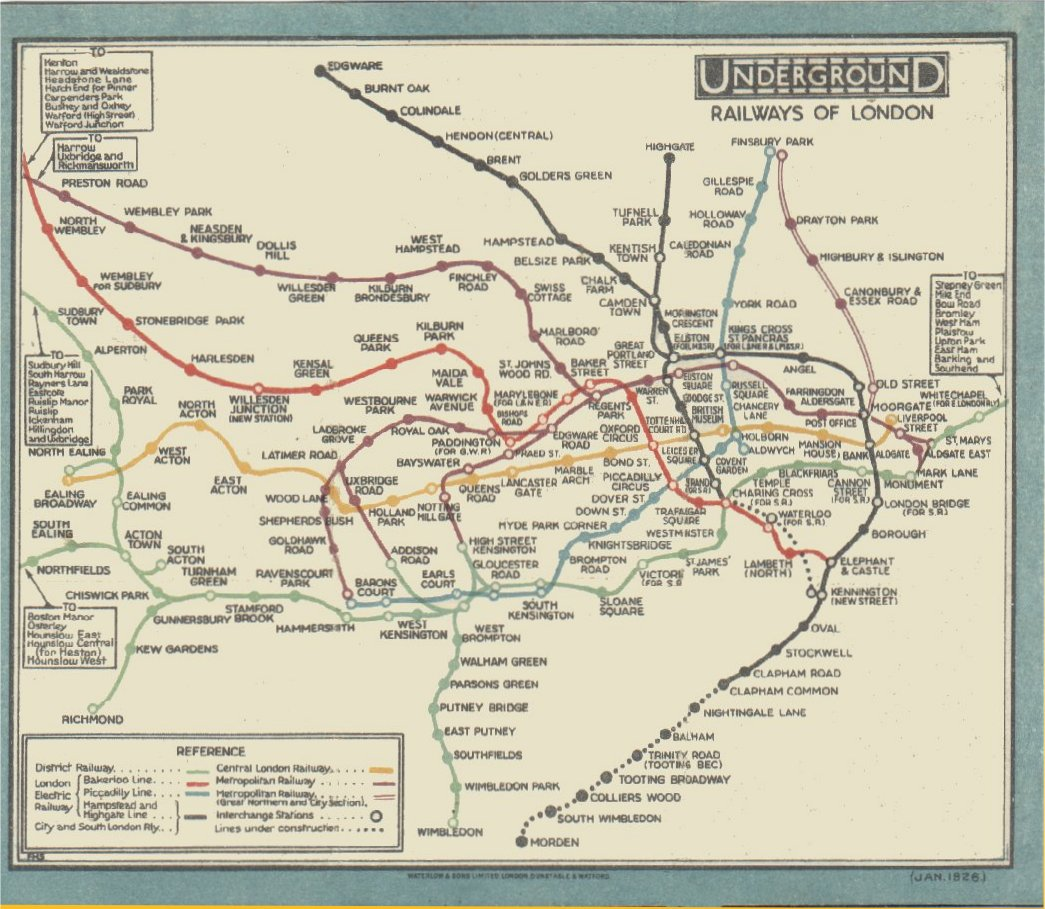
1926年当時の地下鉄路線図

現在は単一の組織によって管理されているロンドン地下鉄の路線ネットワークは、19世紀から20世紀初頭にかけて路線を建設した独立の地下鉄会社の集合体として始まった。それらの会社はそれぞれ独自の路線図を発行していたが、共同でそれらを統合した地図を作ることはなかった。初期の路線図は、地理的な標準地図に基づいた、地理的特徴および主要道路の上に路線の方向と駅の位置を示しただけのものであった。
最初の統合された路線図は、1908年、4つの地下鉄会社の合併会社として誕生したロンドン地下電気鉄道（英語：Underground Electric Railways Company of London Limited、略称：UERL）によって「アンダーグラウンド」 (Underground) ブランドの下で発行された。統合路線図には8路線が描かれており、4路線はロンドン地下電気鉄道の運営、残り4路線は各地下鉄会社が運営していた：
- UERLの路線
  - ベーカーストリート・アンド・ウォータールー鉄道 (英語：Baker Street and Waterloo Railway) - 茶色
  - チャリングクロス・ユーストン・アンド・ハムステッド鉄道 (英語：Charing Cross, Euston and Hampstead Railway) - 灰色
  - グレート・ノーザン・ピカデリー・アンド・ブロンプトン鉄道 (英語：Great Northern, Piccadilly and Brompton Railway) - 黄色
  - ディストリクト鉄道 (英語：District Railway) - 緑
- その他の路線
  - セントラル・ロンドン鉄道 (英語：Central London Railway) - 青
  - シティ・アンド・サウス・ロンドン鉄道 (英語：City & South London Railway) - 黒
  - グレート・ノーザン・アンド・シティ鉄道 (英語：Great Northern & City Railway) - 橙色
  - メトロポリタン鉄道 (英語：Metropolitan Railway) - 赤

この初期の路線図では地理的な地図を利用したため、いくつかの制限を余儀なくされた。例えば路線図中央部の込み入った部分を詳細に描くためにディストリクト線とメトロポリタン線の末端路線は省略され、このため完全なネットワーク図とはならなかった。
その後路線図は様々なフォーマットとスタイルで作成され続け、1920年、マクドナルド・ギルの作成した始めて地理的背景が省略された路線図が発行された。ギルの路線図は、デザイン時の路線と駅の配置の自由度を大幅に向上した。路線はより図式的になったが、依然として地理的な配置は残っていた。1932年に発行された版は、ダイアグラムによる路線図が導入される前の最後の地理ベースの路線図だった。

### ベックの路線図

ゾーン 1の地理ベースの非公式路線図
（ベックの路線図との対比は英語版記事参照）

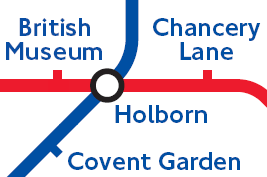
ロンドン地下鉄路線図のデザインにならって作られた路線図。乗換駅と通常の駅はこのようにあらわされる

最初のダイアグラムによる路線図は、1931年、ハリー・ベックによってデザインされた。ベックは地下鉄の従業員であったが、地下鉄はほとんど地下を走るため、ある駅から別の駅への行き方（鉄道路線のトポロジーだけ）を知りたいと思っている利用者にとって駅の物理的な位置は意味がない、ということに気付いていた。このアプローチは電気回路図のデザインと似ている。ベックのダイアグラムはそこから着想を得たものではないが、彼の同僚たちはその類似性を指摘した。このためベックは冗談で、「ベーカールー線」から「フェノール樹脂」へのように、各駅を電気回路部品と用語に置き換えた路線図を作ったことがある。
ベックは、駅とそれらを結ぶ直線、そしてテムズ川から構成される路線図を考案した。その路線図では、すべての路線が垂直・水平または傾き45度の直線で描かれている。路線図をよりシンプルかつ路線同士の接続を強調するため、通常の駅（チェックマークで表現）と乗換駅（菱形で表現）は区別して描かれた。当初ロンドン地下鉄は彼の提案に懐疑的だったため、ベックの路線図作成作業は正式な業務としてではなく余暇時間に行われた。1933年、ベックの路線図が試験的に小冊子で紹介されるとそれは瞬く間に人気となった。それ以来ロンドン地下鉄は、そのネットワークを描くためにトポロジー・ベースの路線図を使用している。
ベックはこの最初の成功以降、1960年まで地下鉄路線図のデザインを続けた（1939年版のみハンス・シェガーがデザインした）。
この間、ベックは新しい路線や駅の建設に対応すると同時にデザインの改良を続けた。例えば、乗換駅の記号を菱形から円に変え、路線の色も変更した。 セントラル線は橙色から赤へ、 ベーカールー線は赤から茶色へと変った。1960年のベックによる最終デザインは、現在の路線図に近いものになっていた。

### ベック後
1960年まで、ベックはロンドン地下鉄の広報担当ハロルド・ハッチンソン(Harold Hutchinson) と不和だった。ハッチンソンはデザイナーではなかったが、1960年にロンドン地下鉄路線図の彼独自の版を作成した。それはベックのデザインにおける滑らかな角を取り去り、いくつかの窮屈な区域（例えばリバプール・ストリート駅周辺）を作り出し、さらに多くの路線が直線でなくなった。ハッチンソンはまた、複数路線を通すことができる黒い乗換駅の記号（地下鉄のみの場合は円、イギリス国鉄との乗換駅は四角）を導入した。それは、乗換駅では1つの円を1つの路線に配置しその路線の色に配色したベックのスタイルとは異なるものだった。
1964年、路線図のデザインはポール・ガルバット (Paul Garbutt) に引き継がれた。彼はハッチンソンのデザインが気に入らず、ベックと同様に余暇時間で路線図を作成した。ガルバットの路線図は、カーブと湾曲部を復活させたが、ハッチンソンの乗換駅を示す黒い円は残した（しかし四角は網掛けされた円に置き換えられた）。ガルバットはその後少なくとも20年間、路線図の作成を続けた。ロンドン地下鉄路線図は、1986年にデザイナーの名前を表示することを止めた。このときまでに、路線図は現在のものにかなり近付いていた。現在の路線図の右下角には、「このダイアグラムは、1931年にハリー・ベックが考案したオリジナル・デザインの発展形である」という説明が表示されている。

### 現在
路線図の更新は長年にわたって行われている。最近のものは、ドックランズ・ライト・レイルウェイやジュビリー線延伸といったロンドン地下鉄ネットワークの変化を反映している。また2002年以降、旅客が料金を簡単に調べることができるように切符ゾーンが追加された。それにもかかわらず、ロンドン地下鉄路線図は依然としてベックの構図を残しており、他の多くの交通機関もベックに影響を受けた図式的路線図を使用している。ベックのオリジナル・デザインのコピーが、彼の地元の駅であるフィンチリー中央駅の南行きプラットフォームに展示されている。ロンドン地下鉄路線図は現在LSカンパニーのアラン・フォアレ（Alan Foale）によって保守・更新されている。
長年にわたり多くの版が作成されたが、多くの利用者は、現在の路線図は1930年のベックのオリジナル・デザイン以上でも以下でもない、と認識している。これはそのオリジナル・デザインの有効性を示す明確な証である。一方でベックは別のフォーマットでもいくつかの版を作成している。その中には斜線の傾きが45度ではなく22.5度のもの（パリのメトロは22.5度）、 1948年ロンドン・オリンピックのために作られた未使用の版、などがある。

## 技術的側面
路線図のデザイナーは情報をできるだけ分かりやすく表示するため、様々な問題に挑み、時には異なる方法を採用した。
駅名を含む路線図では1916年にエドワード・ジョンストンが開発した Johnston Sans を1977年に河野英一が改良したニュー・ジョンストン書体が採用されている。

### 路線の色
下記の表はベックの最初の路線図における色の使い分けを示している。現在の色はロンドン交通局色標準ガイドに従っている。そこでは正確な色とロンドン交通局 (TfL) の定める固有の色命名規則が定義されている。初期の路線図には印刷された際に明確に区別できるようにするため色数に制限があったが、カラー印刷技術の進歩によりこの問題は低減し、新しい路線を大きな問題なく追加することができるようになった。
| 路線                                                                  | 現在の色 （ロンドン交通局名）             | 歴史 |
| --------------------------------------------------------------------- | ----------------------------------------- | --- |
| ベーカールー線                                                        | コーポレイト・ブラウン                    | |
| セントラル線                                                          | コーポレイト・レッド                      | |
| サークル線                                                            | コーポレイト・イエロー                    | 当初はメトロポリタン線とディストリクト線の一部だった。1948年から緑（黒の輪郭線）、1951年から1987年までは黄（黒の輪郭線）。 |
| ディストリクト線                                                      | コーポレイト・グリーン                    | |
| イーストロンドン線                                                    | アンダーグラウンド・オレンジ              | 当初は白（太い白の輪郭線）、1970年まではメトロポリタン線の一部（緑ののち紫）、1990年までは白（太い紫の輪郭線）             |
| ハマースミス&シティー線                                               | アンダーグラウンド・ピンク                | 1990年まではメトロポリタン線の一部。2009年12月からサークル線の一部。                                                       |
| ジュビリー線                                                          | コーポレイト・グレイ                      | ベイカー・ストリート以北は開業時はメトロポリタン線の一部、その後1939年から1979年まではベーカールー線の一部だった。         |
| メトロポリタン線                                                      | コーポレイト・マジェンタ                  | 1930年代から1940年代にかけてディストリクト線とメトロポリタン線はともに緑で表示されていた。                                 |
| ノーザン線                                                            | コーポレイト・ブラック                    | |
| ピカデリー線                                                          | コーポレイト・ブルー                      | |
| ヴィクトリア線                                                        | コーポレイト・ライト・ブルー              | |
| ウォータールー&シティー線                                             | コーポレイト・ターコイズ                  | 1994年までイギリス国鉄で白（黒い輪郭線）                                                                                   |
| トラムリンク （標準路線図には未掲載）                                 | トラムズ・グリーン （ダブル・ストライプ） | |
| ドックランズ・ライト・レイルウェイ                                    | DLRターコイズ （ダブル・ストライプ）      | 1994年までは白（太い紺青の輪郭線）。                                                                                       |
| ロンドン・オーバーグラウンド                                          | オレンジ （ダブル・ストライプ）           | ロンドン・オーバーグラウンド設立前、各路線はネットワーク・レールの色およびイースト・ロンドン線の色で表示されていた。       |
| ネットワーク・レール （2007年11月までは限られた線のみ掲載されていた） | ブラック （ダブル・ストライプ）           | 1985年から橙、1987年から1990年は白（橙の輪郭線）                                                                           |
| ノーザン・シティ線                                                    | 現在はネットワーク・レールが運営          | 当初は白（太い紫の輪郭線）、ノーザン線の一部として黒、1970年からは再び白（太い黒の輪郭線）                                 |

運行情報は以下の書式で示される。
- 無地色 - 通常運行
- 輪郭線 - 限定運行
- 無地色と輪郭線の交互配色 - 建設中または修繕のため閉鎖されている路線

### 駅マーク
ベックの導入した重要な記号の1つは、駅を示す「ティック」（合印、tick）である。ティックは、路線を示す線上で駅名の書かれた場所に近い側にのみ表示されるため、識別性を保ったまま駅同士を近くに配置することが可能になった（駅名は中央揃えが理想的だが、配置上の制約からそれができない場合も多い）。
当初から乗換駅にはその重要性を示すために特別なマークが記されてきたが、その形は長年にわたり変更されてきた。1960年からはイギリス国鉄（現在はナショナル・レール）との乗換駅にもマークが使われるようになった。以下の形状が使用された：
- 中抜きの円（各路線または各駅に1つ） - 標準のマーク
- 中抜きの円（各駅に1つ） - 1938年の実験的な路線図
- 中抜きの菱形（各路線に1つ） - 1930年代初頭
- 中抜きの四角 - イギリス国鉄との乗換駅（1960年から1964年まで）
- 内部が網掛けの円 - イギリス国鉄との乗換駅（1964年から1970年まで）

1970年以来、本線との乗換駅の駅名にはイギリス国鉄の「ダブル・アロー」マークが表示されている。1977年以降は本線駅の駅名が地下鉄駅と異なる場合には四角の中に表示されている。現在は本線駅と地下鉄駅との距離も示されている。
近年の路線図には、 車椅子の利用者のための段差のない経路がある駅を白い車椅子の記号が内部にある青い円で示しているものもある。
空港と接続しているロンドン地下鉄の駅（ロンドン・ヒースロー空港に接続するヒースロー・ターミナルズ1,2,3駅、ターミナル4駅、ターミナル5駅 , そしてロンドン・シティ空港駅）には黒い飛行機の記号が表示されている。空港に接続するイギリス国鉄との乗換駅には赤い飛行機の記号が表示されている。
2000年以降、ロンドン交通局の新しいロンドン・リバー・サービシズを宣伝するため、テムズ川のリバー・バス埠頭への乗換駅には小さなボートの記号が表示されている。
ユーロスターがウォータールー国際駅を使用していた期間は、ユーロスターのロゴがウォータールー駅の隣に表示されていた。2007年11月14日にユーロスターはセント・パンクラス駅発着となり、 キングス・クロス・セント・パンクラス駅には現在「セント・パンクラス国際駅へ」という案内が表示されているが、ユーロスターのロゴはない。
乗換駅の中には便利なところとそうでないところがある。そこで路線図のデザイナーは、より不便な乗換駅を示そうと試みてきた。例えば、離れた乗換駅には細い黒い線を駅間に表示したが、簡略化のために犠牲にされることもある。ベーカールー線／ノーザン線の乗換駅チャリング・クロス駅はあまり便利ではなく、利用客はエンバンクメント駅で乗り換える。しかしインナー・ロンドン地区を簡略化しようとした結果、路線図上はチャリング・クロス駅が便利な乗換駅のように見えてしまっている。

### 路線か運行系統か
路線図は複雑な運行ネットワークを簡単に理解できるように作られている。しかし各路線の運行系統に関する情報をより多く表示した方が便利な場合もあるかもしれない。
その古典的な例がディストリクト線である。路線図上は1つの路線として表示されているが、アップミンスター駅＝イーリング駅／リッチモンド駅／ウィンブルドン駅間、 エッジウェア・ロード駅＝ウィンブルドン駅間、そしてハイ・ストリート・ケンジントン駅からケンジントン・オリンピア駅までのシャトル運行、といった様々な運行系統が含まれている。歴史上ほとんどの期間、それら運行系統の違いは路線図上で区別されていないが、利用者にとっては誤解を招き不親切かもしれない。最近の路線図ではこの問題に対応するために、アールズ・コート駅で異なる運行系統を分離して表示している。
メトロポリタン線のチェシャム駅に向かう支線に見られるようなラッシュ時のみの運行される支線などの限定運行ルートは、網掛けの線で示されてきた。しかし1980年代初頭以降利用客が増加しているため、限定運行のルート数は近年減少傾向にある。今では数が少なくなったため、特別な線やマークではなく主に文字で表示されている。

### 公式版ロンドン地下鉄路線図
ロンドン地下鉄路線図はロンドン地下鉄を利用するために作られたものであるが、ロンドン市内を移動する人々のためにより幅広い役割を果たすべきだとの声がある。特にインナー・ロンドンでは本線鉄道も描かれるべきというものであるが、ロンドン交通局はそれらを標準路線図に追加することに強く抵抗している。その代わりに異なる情報を掲載する別バージョンの路線図を提供している：
- 標準ロンドン地下鉄路線図 (PDF)  - ロンドン地下鉄、DLR、オーバーグラウンド、そしてゾーン境界が掲載されている。
- セントラル・ロンドン路線図 - 標準路線図の一部を拡張してセントラル地区のみを表示した版。テムズリンクとノーザン・シティ線を掲載する版もある。
- トラベルカード・ゾーン・マップ (PDF)  - ロンドン地下鉄、DLR、テムズリンク、オーバーグラウンド、ナショナル・レール、そして料金ゾーンの境界が掲載されているロンドン接続路線図。
- 繁忙運行路線図 (PDF)  - トラベルカード・ゾーン・マップと同じだが、15分間隔以上で運行されている路線が非強調されていて、運行本数の多い路線を簡単に確認できる。
- ロンドン接続路線図 (PDF) [リンク切れ] - アソシエーション・オブ・トレイン・オペレーティング・カンパニーズ (ATOC) の作成。ロンドン交通局のトラベルカード・ゾーン・マップと同じ情報を提供するが、トラベルカード・ゾーンの掲載範囲が少し広い。ナショナル・レールの路線はより太い線で強調されていて、列車運行会社 (TOC) ごとに色分けされている。
- ロンドン地下鉄アクセス・ガイド (PDF)  - ロンドン地下鉄と DLR のみ。各駅における車椅子の利用者のための完全または部分的なバリアフリーに関する情報を掲載している。
- ロンドン地下鉄トイレ・マップ (PDF)  - ロンドン地下鉄と DLR のみ。各駅のトイレに関する情報を掲載している。
- ロンドン地下鉄自転車マップ (PDF)  - ロンドン地下鉄と DLR のみ。自転車が許可されている区域を緑色で示している。
- リアルタイム鉄道運行情報マップ (PDF)  - ロンドン地下鉄、DLR、オーバーグランドのみ。ウェブ・ベースの対話型路線図。一時不通路線や駅を強調表示し、その他は薄い灰色で示している。
- 対話型旅行マップ (PDF)  - ロンドン地下鉄、DLR、オーバーグラウンドのみ。ウェブ・ベースの対話型路線図。各駅のアクセス情報（例えばバス接続や障害者アクセスなど）を掲載している。

各路線図は異なるサイズで作られている。最も一般的なのは、クワッド・ロイアル (Quad Royal) ポスター・サイズとジャーニー・プランナー (Journey Planner) ポケット・サイズである。すべてのナショナル・レールの路線を掲載している路線図は情報が豊富で便利だが、約 700 もの駅を含むために複雑性が大幅に増していて、A3サイズで印刷した時でさえ読みにくい。

### 標準路線図上の地下鉄以外の路線
標準路線図上には、ロンドン地下鉄以外の路線もいくつか掲載されている：
- 地理的背景を採用していた初期の路線図には、本線鉄道が背景の一部として表示されていた。
- 1994年にロンドン地下鉄に移管される以前、ウォータールー&シティー線はイギリス国鉄が運営していた。その路線は1930年代中頃以来、ほとんどの地下鉄路線図に掲載されてきた。
- 1930年代後半から1940年までの短い期間、ウィルズデン・ジャンクション駅をアクスブリッジ・ロード駅でメトロポリタン線のミドル・サークルルートに繋ぐウェストロンドン線の区間は、グレート・ウェスタン鉄道と ロンドン・ミッドランド・アンド・スコティッシュ鉄道による運行として掲載されていた。1940年の旅客サービス停止に伴い路線図から削除された[6]。
- 1977年、ノーザン・ロンドン線が路線図に追加された[14]。この路線は、イギリス国鉄とその後シルバーリンクが運営していた間、イギリス国鉄／ナショナル・レールの色で表示されたが、途中長年にわたり省略されていた。2007年11月、ロンドン・オーバーグラウンドに移管され、橙色の二重ストライプに変更された。その準環状路線は当初リッチモンド駅からブロード・ストリート駅までだったが、その後リッチモンド駅からノース・ウリッジ駅までとなり、現在はリッチモンド駅からストラトフォード駅までとなっている。
- 2007年、ウェストロンドン線、ワトフォードDC線、ゴスペル・オーク＝バーキング線（旧イギリス国鉄／シルバーリンク路線）のロンドン・オーバーグラウンドへの移管に伴い、標準路線図に追加された。ロンドン・オーバーグラウンドすべての路線が橙色の二重ストライプで表示されている。
- ノーザン・シティ線は、グレート・ノーザン・アンド・シティ鉄道として1908年の最初の路線図にも掲載されていた。その後はメトロポリタン鉄道のグレート・ノーザン・アンド・シティ区間として、1930年代後半からはノーザン線の一部として掲載されている。運行は1976年にイギリス国鉄に移管され、最近まで路線図に掲載されていた。
- テムズリンクは1988年に開業した。キングス・クロス・セント・パンクラス駅とロンドン・ブリッジ駅を結ぶことによりノーザン線の代替ルートとなっている。ケント・タウン駅からロンドン・ブリッジ駅／エレファント・アンド・キャッスル駅までのセントラル地区だけが掲載されている。ロンドン地下鉄路線図では断続的に表示されていて、いくつかの版では長年にわたって省略されていた。
- ドックランズ・ライト・レイルウェイ (DLR) -  ロンドン・ドックランズ地区を中心とした自動運転のライト・レイル・システム。

現在掲載されている地下鉄以外の路線は、DLR とロンドン・オーバーグラウンドのみである。
ロンドン交通局は2007年12月からイーストロンドン線を運休し、延伸の上ロンドン・オーバーグラウンドに編入する工事を進めており、2010年の運行再開時にはイーストロンドン線は無地の橙色から橙色のダブル・ストライプに変更される予定である。2007年の提案によると、ロンドン・オーバーグランドへのサウス・ロンドン線の追加により、2010年には路線図に南側のループが追加されることになるようである。

### 地理的地図上の地下鉄路線
ロンドン交通局は、多数のバス路線図も発行している。そこには主要な道路とロンドン・バスの経路に関係する地下鉄路線のおおよその経路が描掲載されている。それらの路線図は、文化施設や地理的なランドマークの位置も掲載している。

## 文化面での参照
ロンドン地下鉄路線図のデザインは、ロンドンを即座に把握することができるものとして幅広く知られることとなった。それはTシャツや絵葉書、その他の土産物で取り上げられている。2006年、そのデザインはあるテレビ局の調査で、「最もよく知られたイギリスのデザイン」で第2位となった。そのデザインは研究者やデザイナーによって「最も優れたデザイン」として幅広く参照されており、これら文化面での影響を考慮して、ロンドン交通局は通常いかなる目的に対してもそのデザインの使用・変更を許可していない。いくつかの場合にのみその使用が公式に許可されている：
- デイヴィッド・ブース（David Booth）が1986年に発表した「The Tate Gallery by Tube」は、ロンドン地下鉄の広報ポスター・シリーズの1つである[23]。
- 1987年、ポール・ミドルウィック (Paul Middlewick) は路線図の中で路線と駅と乗換駅を結ぶことによって動物を作ることができることを「発見」した。これらのロンドン地下鉄に潜む動物たちはウェブサイトで見ることができる[24]。
- テート・モダンには、美術家サイモン・パターソン (Simon Patterson) による、1992年制作の『グレート・ベアー』という絵画がある。現代の路線図デザインの巧妙なパロティであり、1992年に初めて展示された。地下鉄路線図の駅名はすべて有名な人物に置き換えられている。
- 2003年、ロンドン交通博物館は世界中から集めたロンドン地下鉄路線図に関する本の発行と同時に、「世界地下鉄路線図（ワールド・メトロ・マップ）」のポスターを発行した。それはロンドン地下鉄路線図のダイアグラムに基づおり、ロンドン交通局の承認も得ている。
- 2006年、ガーディアン紙は、20世紀の音楽家とジャンルの関係を示すためにロンドン地下鉄路線図に基づくデザインを発表した[25]。
- 2007年1月11日、ロード・アドニス (Lord Adonis) は2007年ロンドン学生賞の一部として GCSE レベルに基づいて評価の高い学校と生徒の名前を書いた路線図を発表した。
- 2007年、ロイヤル・シェイクスピア・カンパニーは、複雑性においてロンドン地下鉄路線図と似ているシェイクスピアの登場人物の相関関係をダイアグラムで描いた相関地図を作った。

ロンドンのダイアグラムの特徴（路線の色とスタイル、駅のティックや乗換駅の記号）は、しばしば広告で使われている。ロンドン地下鉄路線図の「外観」（45度のアングル、均等に配置された駅、地理的制約に縛られないデザイン）は、他の多くの地下鉄で模倣されている。
ロンドン交通局はロンドン地下鉄路線図の著作権を保持しているが、一方でそのコンセプトを他の交通当局と共有しようともしている。アムステルダムのアムステルダム市営交通会社 (GVB) は、路線図の中でロンドン交通局に対する謝意を表している。